# The Predator (film)
The Predator är en amerikansk science fiction-actionfilm från 2018 i regi av Shane Black, som även har skrivit manus tillsammans med Fred Dekker. Detta är den fjärde filmen i Predator-franchisen, samt den sjätte filmen om man räknar med crossoverfilmerna i Alien vs. Predator-franchisen. Regissören Shane Black, som även arbetar som skådespelare, har tidigare haft en mindre biroll i originalfilmen Rovdjuret från 1987.  Producenten John Davis, som har varit producent för alla tre tidigare filmer i franchisen, producerar även denna film. Rollistan består av skådespelare som Boyd Holbrook, Trevante Rhodes, Jacob Tremblay, Keegan-Michael Key, Olivia Munn, Thomas Jane, Alfie Allen, Yvonne Strahovski och Sterling K. Brown.
Skapandet av ytterligare en Predator-film kom på tal redan i juni 2014, då Shane Black blev bekräftad som dess manusförfattare och regissör. Filminspelningarna ägde rum i Vancouver i British Columbia i februari 2017. En ytterligare fotografering gjordes i mars 2018.

## Handling
Filmens handling kretsar kring prickskytten Quentin "Quinn" McKenna och hans PTSD-drabbade soldatgrupp, samt vetenskapsmannen Sean Keyes (son till karaktären Peter Keyes från Rovdjuret 2), som bestämmer sig för att slå sig samman för att slåss mot invaderande rovdjur (predators). De upptäcker samtidigt deras planer för mänskligheten.

## Rollista
| Boyd Holbrook      | – Quentin "Quinn" McKenna |
| Trevante Rhodes    | – "Nebraska" Williams     |
| Olivia Munn        | – Casey Brackett          |
| Jacob Tremblay     | – Rory McKenna            |
| Keegan-Michael Key | – Coyle                   |
| Sterling K. Brown  | – Will Traeger            |
| Thomas Jane        | – Baxley                  |
| Alfie Allen        | – Lynch                   |
| Augusto Aguilera   | – "Nettles"               |
| Jake Busey         | – Sean Keyes              |
| Yvonne Strahovski  | – Emily McKenna           |